# ホドソン山
ホドソン山（英語: Mount Hodson）はサウスサンドウィッチ諸島のビソコイ島最高峰の山。標高1,005 m。山名はフォークランド諸島の知事であったArnold Wienholt Hodsonにちなんで名づけられた。1830年から1930年の間に噴火があったと言われている。